# دومینیک حورانی
دومینیک حورانی (دومینیک حورانی؛ زاده ۷ اوت ۱۹۸۵) مانکن و خوانندهٔ لبنانی است که به لهجه مصری و لهجه لبنانی آهنگ می‌سراید و در عرصهٔ بازیگری فعالیت‌هایی کرده‌است.
در یک خانواده لبنانی متولد شد و دارای دو خواهر و دو برادر است. در ابتدای عرصه هنری وی مانکن بود و سال ۲۰۰۳م لقب دختر شایسته میان‌قاره‌ای را کسب کرد. وی سال ۲۰۰۷ با میلیاردر ایرانی «علیرضا الماسی» ازدواج کرد و صاحب دختری بنام «دیلارا» شد. مشهورترین آهنگ‌های وی «الخاشوقة» (قاشق) - «معقول مش معقول» (معقوله که معقول نیست) یا (باورکردنی است که باورکردنی نیست).